# IC 3157
IC 3157 — галактика типу S0-a (спіральна галактика) у сузір'ї Діва.
Цей об'єкт міститься в оригінальній редакції індексного каталогу.